# 754 (číslo)
Sedm set padesát čtyři je přirozené číslo. Následuje po čísle sedm set padesát tři a předchází číslu sedm set padesát pět. Římskými číslicemi se zapisuje DCCLIV a řeckými číslicemi ψνδ.

## Matematika
754 je:
- Deficientní číslo
- Složené číslo
- Nešťastné číslo

## Astronomie
- (754) Malabar je planetka hlavního pásu, kterou objevil v roce 1906 August Kopff

## Roky
- 754
- 754 př. n. l.